# Wunder (Lied)
Wunder ist ein Lied der deutschen Popsängerin Ayliva aus dem Jahr 2024, in Zusammenarbeit mit dem deutschen Rapper Apache 207.

## Entstehung und Veröffentlichung
Das Lied wurde von den beiden Interpreten, zusammen mit den Koautoren Berken Dogan, Oliver Melchers und Thomas Riese getextet beziehungsweise komponiert. Die Koautoren zeichneten darüber hinaus für die Produktion verantwortlich.
Die Erstveröffentlichung von Wunder erfolgte als Single am 26. April 2024 bei Whiteheart Records. Diese erschien als digitaler Einzeltrack zum Download und Streaming. Am 16. August 2024 erschien das Lied als Teil von Aylivas dritten Studioalbum In Liebe, dessen zweite Singleauskopplung es ist.

## Inhalt
Während der von Apache gesungene Part des männlichen Protagonisten die weibliche Person vermisst, aber zu einer beziehungsweise mehreren anderen Frauen gegangen ist, hat er jedoch Zweifel, ob sie ihm dasselbe geben, wie die von Ayliva verkörperte Figur. Doch mit ihr sei es „zu intensiv“. Letztere merkt, dass der männliche Protagonist sich schon eine andere Frau gesucht hat, wundert sich jedoch nicht, wenn er trotzdem zu ihr zurückkehrt.
Im Refrain, der von Ayliva gesungen wird, heißt es:
Ich weiß, dass du immer allein bist

Egal, wer dich grade einnimmt

Und immer, wenn du heimgehst

Weiß ich genau, dass ich dir fehl’

Wenn du zurück bist, ich wunder’, wunder’ mich dann nicht

## Musikvideo
Das Musikvideo hat eine Handlung, in der Apache Ayliva an ihrer Haustür Rosen schenkt, doch sie gibt ihm einen Korb, holt sich die Rosen, die er zurückgelassen hat, aber dennoch von der Fußmatte. Die beiden singen den Song dann auch auf der Bühne. Bis August 2025 verzeichnete es über 35 Millionen Aufrufe auf YouTube.

## Kommerzieller Erfolg
Das Lied wurde mit über 3,3 Millionen Abrufen innerhalb der ersten 24 Stunden das meistgestreamte am Veröffentlichungstag in Deutschland. Es übertraf damit Komet von Apache 207 und Udo Lindenberg.

### Chartplatzierungen
Das Lied stieg am 3. Mai 2024 auf Platz eins der deutschen Singlecharts ein, wo es sich vier Wochen halten konnte. Am Ende des Jahres belegte es zudem Rang zwei in den Single-Jahrescharts, wo es sich lediglich I Like the Way You Kiss Me von Artemas geschlagen geben musste. In den deutschen Airplay-Jahrescharts belegte es Rang 44 und war damit der bestplatzierte deutschsprachige Titel.
In Österreich und der Schweiz belegte es je den zweiten Rang.
| ChartsChartplatzierungen | Höchstplatzierung | Wochen |
| ------------------------ | ----------------- | ------ |
| Deutschland (GfK)        | 1 (… Wo.)         | …      |
| Österreich (Ö3)          | 2 (40 Wo.)        | 40     |
| Schweiz (IFPI)           | 2 (25 Wo.)        | 25     |

| ChartsJahrescharts (2024) | Platzierung |
| ------------------------- | ----------- |
| Deutschland (GfK)         | 2           |
| Österreich (Ö3)           | 18          |
| Schweiz (IFPI)            | 47          |

### Auszeichnungen für Musikverkäufe
| Land/Region        | Auszeichnungen für Musikverkäufe (Land/Region, Auszeichnung, Verkäufe) | Verkäufe |
| ------------------ | ---------------------------------------------------------------------- | -------- |
| Deutschland (BVMI) | Gold                                                                   | 300.000  |
| Österreich (IFPI)  | Platin                                                                 | 30.000   |
| Schweiz (IFPI)     | Platin                                                                 | 30.000   |
| Insgesamt          | 1× Gold · 2× Platin ·                                                  | 360.000  |